# Эмерий
Эмерий (Эмери) (VIII век) — настоятель монастыря в Каталонии. Святой (день памяти — 27 января).
По преданию, святой Эмерий (Emerius), или Мемерий (Memerius), или Эмер (Emerus), или Мер (Mer) отказался от своей военной карьеры и ушёл в пустыню с человеком по имени Патрикий. Однако в ту пору народ в местечке Баньолас, Каталония, весьма терпел как от сарацин, так и от дракона, отчего святой был позван в те края королём Карлом Великим. Святой Мер убил дракона, а на месте победы было решено поставить монастырь, посвящённый святому Стефану. Святой Эмер стал его настоятелем. Его мать, святая Кандида из Хероны, жила отшельницей неподалёку от монастыря. Дар чудотворений и слава святости привлекала к святому многих страждущих из разных краёв Испании.
Со временем святой удалился на покой и воздвиг часовню на реке Фрагат или Фарга. Там, в местечке Sant Esteve de Guialbes он и был похоронен.